# Juan de la Granja
Juan de la Granja (Valmaseda, 24 de junio de 1785 - Ciudad de México, 6 de marzo de 1853) fue un comerciante, empresario y diplomático mexicano de origen español, conocido principalmente por haber instalado el primer telégrafo electromagnético en México.

## Primeros años
Nació en Valmaseda, provincia de Vizcaya, en lo que hoy es la comunidad autónoma del País Vasco, en 1785 en el seno de una familia acaudalada que poseía una fundición de hierro. A pesar de contar con los recursos para buscar una educación formal, se mudó a Madrid a la edad de quince años decidido a convertirse en comerciante. La complicada situación política de España en ese tiempo lo impulsó a abandonar el país en 1814 y en ese mismo año arribó al puerto de Veracruz. En esos momentos la Nueva España se encontraba en medio de la Guerra de Independencia, pero eso no fue impedimento para que recorriera las provincias de la Colonia en busca de negocios.

## Vida en Estados Unidos
Ante la consumación de la Independencia de México en 1821 y la negativa de España a reconocerla, los súbditos de la corona que habitaban el territorio del recientemente formado país se vieron en una situación difícil, por lo que Juan de la Granja decidió irse a Estados Unidos. Partió del puerto de Tampico hacia Nueva York en 1827. Establecido en esa ciudad fundó la revista El Noticioso de Ambos Mundos, la primera publicación neoyorquina en español, en donde defendía los intereses hispanoamericanos frente las pretensiones expansionistas estadounidenses. Además, se dedicó a proporcionar ayuda a los mexicanos expatriados que arribaban a Nueva York. Estas muestras de solidaridad le valieron que al quedar vacante el consulado de México en esa ciudad en 1838, el ministro de México en Washington lo nombrara vicecónsul. En 1842 fue declarado ciudadano mexicano y Cónsul General de México en los Estados Unidos.

## Regreso a México y Desarrollo del Telégrafo Electromagnético

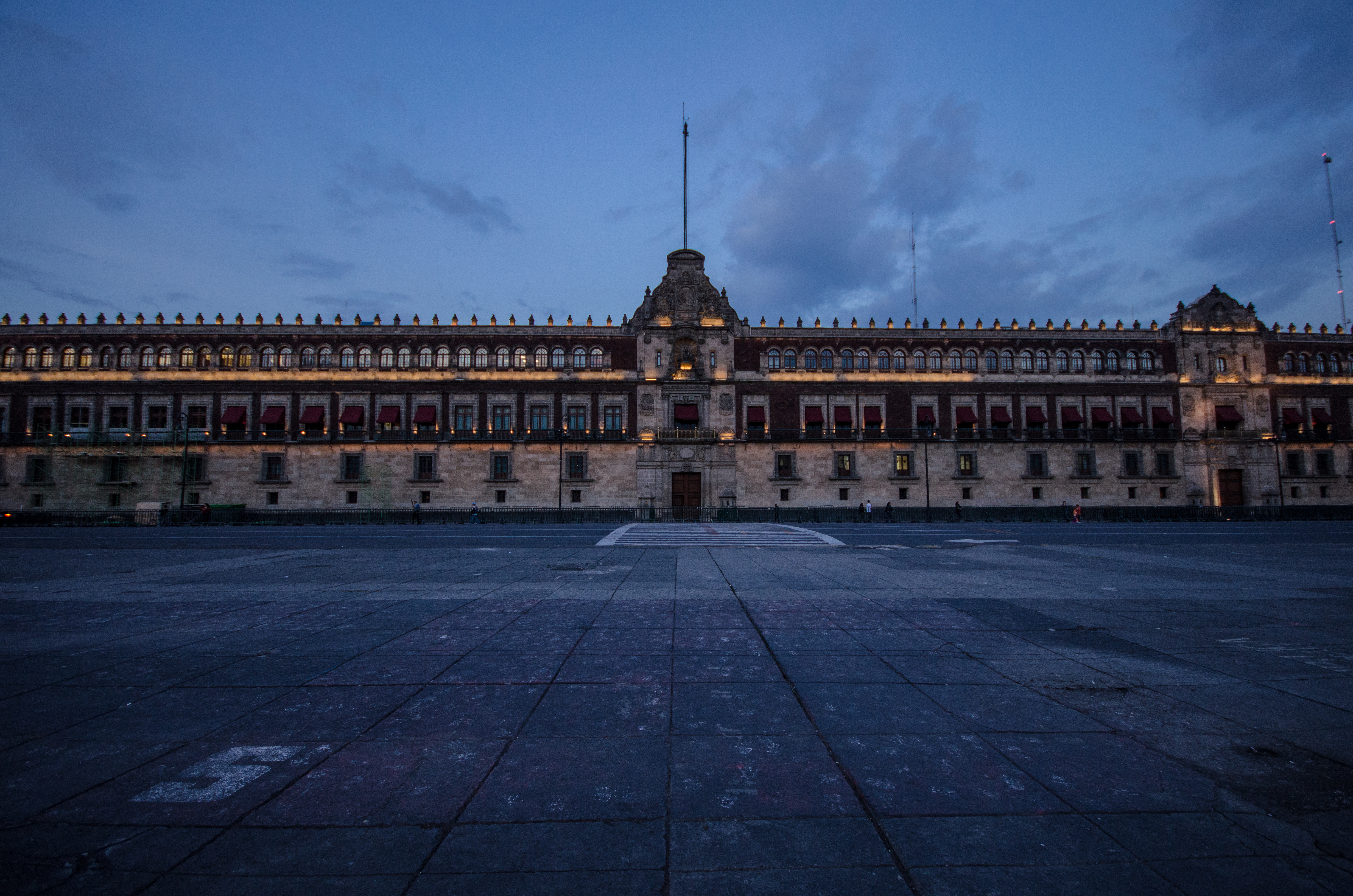
Palacio Nacional, del que, en 1850, salió la primera señal telegráfica del país.

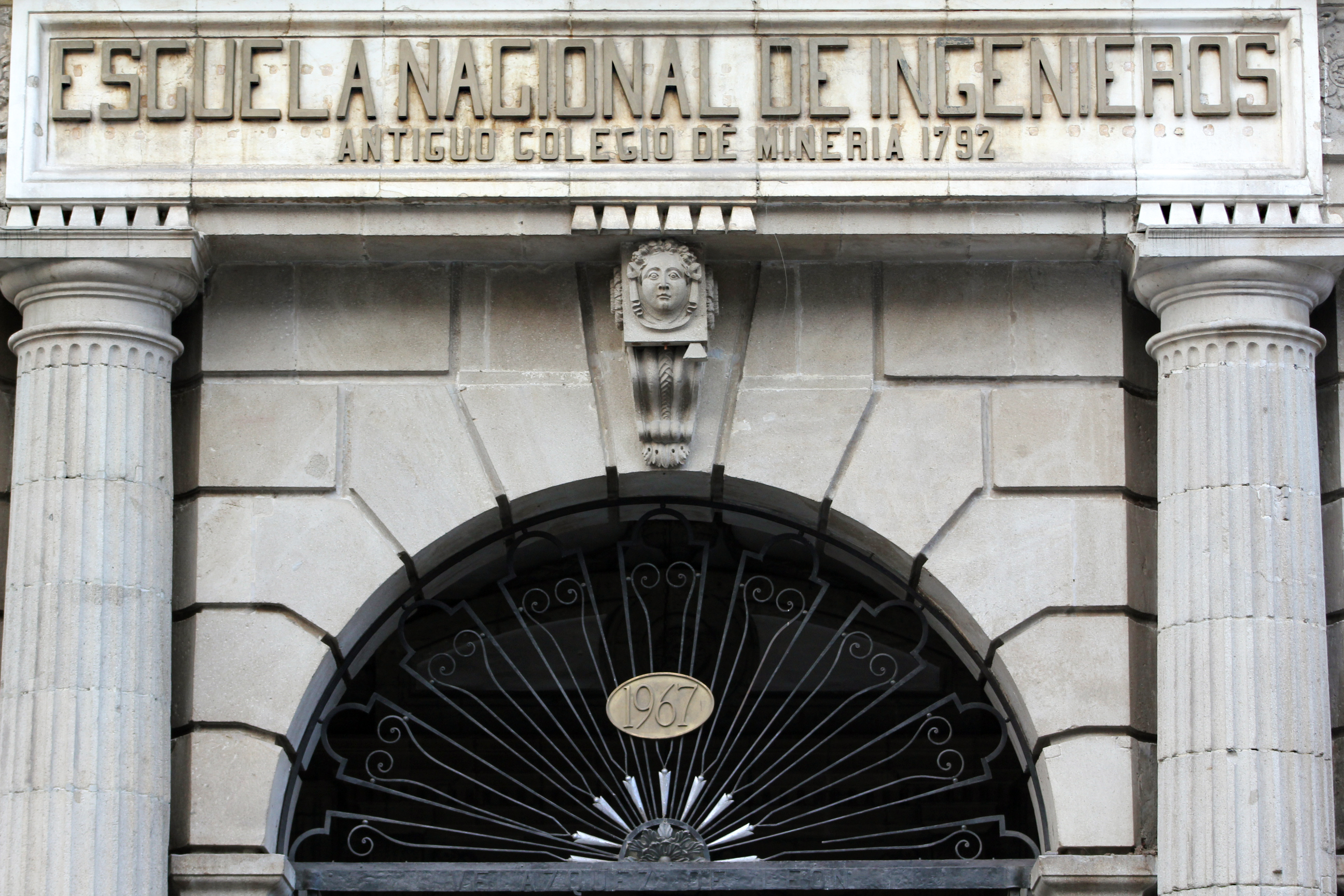
Palacio de Minería, a donde llegó la primera señal telegráfica del país.

Al romperse las relaciones diplomáticas entre México y Estados Unidos en 1846, regresó a México en donde durante una temporada siguió recibiendo el sueldo de Cónsul. Dentro del país siguió desarrollando negocios, sobre todo en el área editorial, y en 1848 fue nombrado diputado porJalisco al Congreso Nacional a pesar de residir en la Ciudad de México, cargo que aceptó por miedo de que al negarse le fuera revocada la ciudadanía mexicana. En 1849 recibió la concesión para instalar un sistema de comunicación telegráficaen todo el país y enseguida comenzó a buscar inversionistas, labor que resultó muy complicada y al final de la cual no pudo recaudar lo que había esperado.
La primera demostración pública del funcionamiento del telégrafo la llevó a cabo en 1850 entre el Palacio Nacional y el Colegio de Minería y en 1851 inauguró en presencia del Presidente de la República, Mariano Arista, la primera línea telegráfica.
Su idea era primero unir la Ciudad de México con Veracruz y después Veracruz con Acapulco para tener comunicación entre los dos océanos, pero ante la falta de fondos, la primera línea conectó a la Ciudad de México con Nopalucan, Puebla. En 1852 pudo completar la línea México-Veracruz. Permaneció como director general de la compañía de telégrafos hasta su muerte.

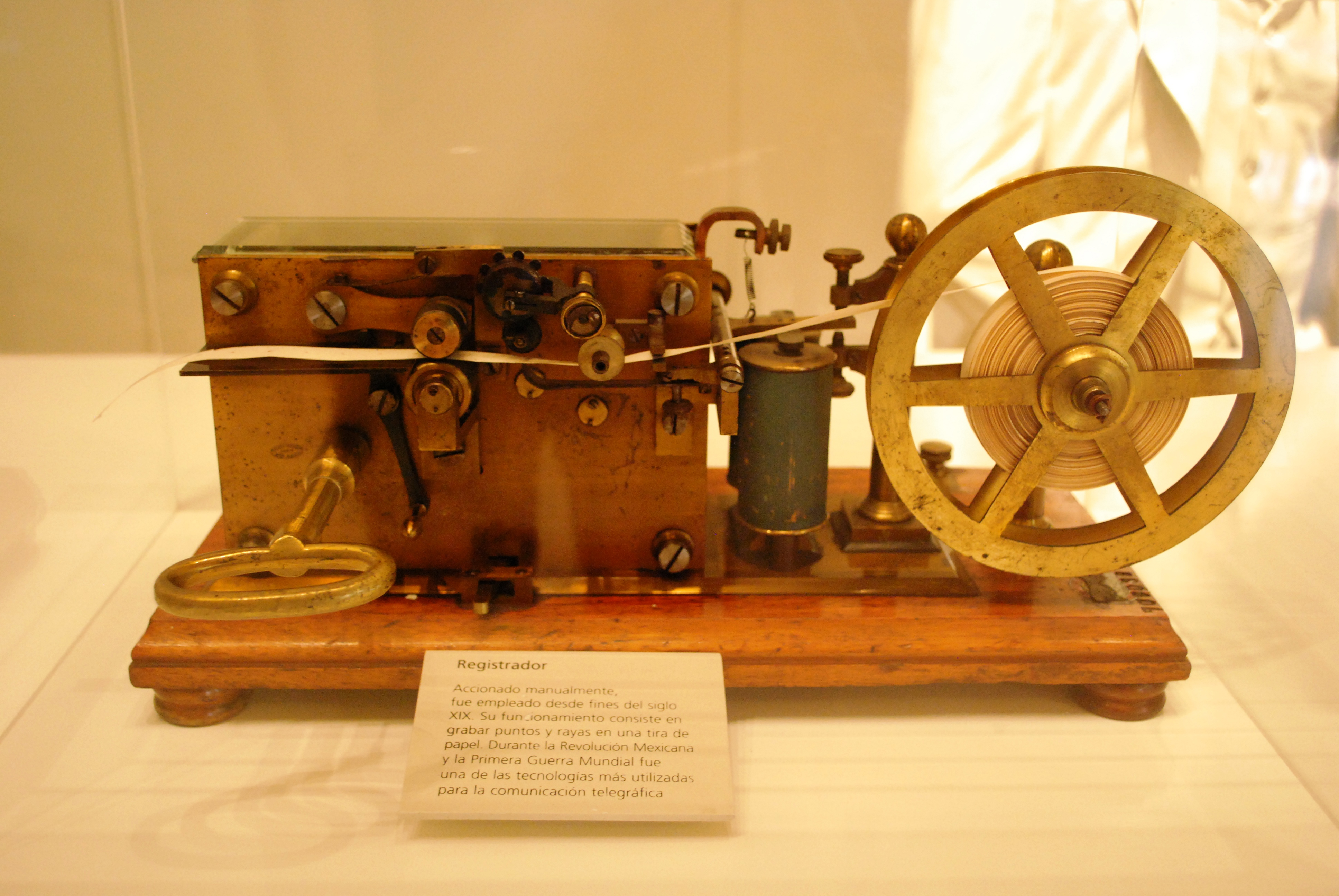
Telégrafo electromagnético, ya más evolucionado que el de la Granja.

## Muerte y legado

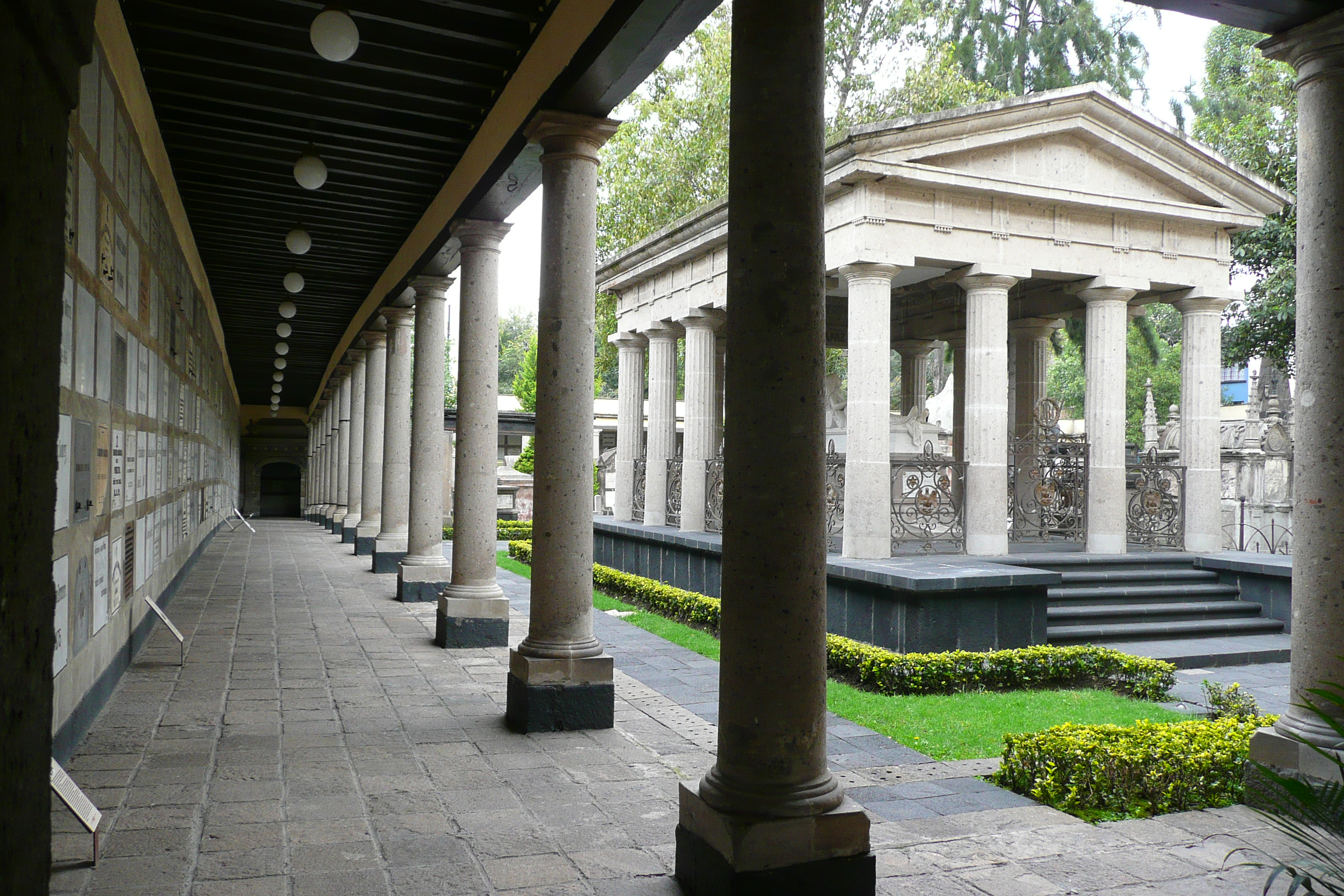
Panteón de San Fernando.

Juan de la Granja murió el domingo 6 de marzo de 1853 a causa de pulmonía dejando un hijo natural, llamado Eliseo, el cual cambió su apellido por "Granja". El hijo único de Eliseo se llamó Elías y los hijos de este Amanda y Rafael. Sus restos mortales se encuentran en el Panteón de San Fernando de la Ciudad de México, donde también se encuentran los restos de otros personajes ilustres como Benito Juárez García e Ignacio Zaragoza Seguín. En México es recordado por el desarrollo del telégrafo y en su epitafio se lee: «El primero que estableció en la República el telégrafo electromagnético».
La cabecera del municipio de Nopalucan se llama Nopalucan de la Granja en su honor y en ella se encuentra el Museo Regional de Telecomunicaciones, ubicado en el edificio al que llegaba la primera línea de telégrafo que hubo en el país. Además, dentro del municipio hay una estatua erigida en su honor.